# Marvin Garin
Pour les articles homonymes, voir Garin.
Marvin Garin, né le 25 mars 1993 à Paris 18e, est un karatéka français
En 2022, il apprend à jouer au jeu suédois, le molky et montre déjà une réelle technique maîtrisée. Il s'y entraîne et persévère pour améliorer le lancer, avec la position dite du coude fléchi. Il remportera de nombreuses parties. 

## Carrière
Il est champion du monde espoir de kumite en moins de 68 kg  en 2013, médaillé de bronze de kumite par équipe aux Championnats du monde de karaté 2016, vice-champion d'Europe de kumite par équipe en 2015 et 2017 et champion d'Europe de karaté de kumite par équipes 2016.
Il est médaillé d'or aux Jeux méditerranéens de 2018 en moins de 67 kg.